# 레지스터드 잭

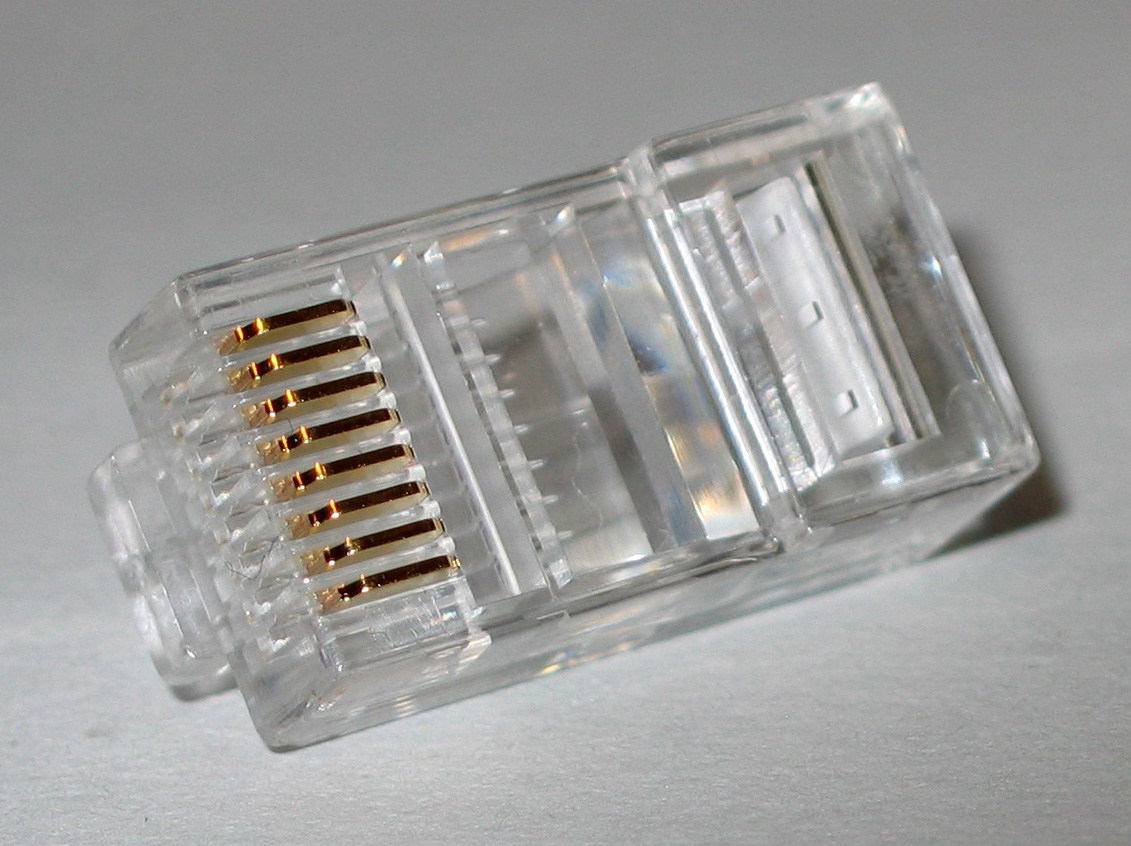
8P8C 모듈식 플러그 RJ45, 일반적인 압착형 플러그이다.

레지스터드 잭(registered jack)은 음성 및 데이터 장비를 로컬 교환 통신(LAN) 또는 장거리 통신(WAN)에서 사용 및 또는 통신사(서비스제공자)가 제공하는 서비스에 연결하기 위한 표준화된 통신 네트워크 인터페이스이다. 랜케이블로도 잘 알려진 RJ 인터페이스는 1970년대 FCC(Federal Communications Commission)에서 규정한 고객 제공 통신 장비 등록(레지스터드) 프로그램을 준수하기 위해 미국 벨 시스템(Bell System)의 USOC(Universal Service Ordering Code) 시스템에서 처음 정의되었다. 이후 미국 연방 규정집 68편의 제목 47에 성문화되었다. RJ 연결은 1973년 벨 연구소(Bell Labs)가 발명한 후 사용되기 시작했다. 사양 명세서에는 물리적 구성, 배선 및 신호 의미가 포함된다. 따라서 등록된 잭(registered jack,레지스터드 잭)이라는 명칭은 주로 RJ라는 문자로 이름이 지정되고 그 뒤에 유형을 나타내는 두 자리이상의 숫자가 이어진다. 추가 문자 접미사는 사소한 변형을 나타낼수있다. 예를 들어 RJ11, RJ14 및 RJ25는 각각 1 회선, 2 회선 및 3 회선 서비스를 위한 통신 연결에 가장 일반적으로 사용되는 인터페이스이다. 이러한 표준은 미국에서 법적 정의이지만 일부 인터페이스는 전 세계적으로 사실상 표준으로 사용되고 있다.

## RJ45
|                              | |
| 예시) 다이렉트 케이블 (양쪽) | 예시) 다이렉트 케이블 (한쪽) - 크로스 케이블 아님. 크로스 제작시 한쪽은 T568B로 다른 한쪽은 T568A로 케이블 제작 할 시 크로스 케이블이 된다. |

허브와  PC를 연결해주는 다이렉트 케이블과는 달리 허브와 허브  또는 PC 와 PC를 연결해 줄 수 있는 크로스케이블은 한쪽은 다이렉트 케이블 연결방식으로 다른 한쪽은 크로스케이블 방식으로 결선하여 제작할 수 있다.

## 같이 보기
- RS-232